# Тоё (правительница)
Тоё (臺與/台与), или Иё (壹與/壱与), 235-?) — королева Яматай. Согласно «Истории Вэй» и некоторым другим источникам, она была преемницей королевы Химико. Некоторые историки считают, что она мать императора Судзина.

## Правление
Происхождение Тоё неизвестно. Некоторые исторические источники утверждают, что она была близкой родственницей Химико, и приобрела большую политическую власть в очень молодом возрасте. Информация, полученная из археологических источников, также привела к выводу, что Тоё была племянницей Химико.
После смерти Химико власть в Яматай перешла к мужчине. Однако вскоре государство охватила война. Правящий совет собрался и решил посадить на трон другую женщину. Избранной стала Тоё, которой на тот момент было 13 лет. Несмотря на это, ей удалось восстановить мир в правительстве, следуя той же политике, какой следовала королева Химико.

В «Истории Вэй» смерть Химико и начало правления Тоё описываются следующим образом:
Когда Химико скончалась, был воздвигнут большой курган, больше ста шагов в диаметре. Более сотни мужчин и женщин сопровождали её к могиле. Затем на трон был возведен король, но люди не повиновались ему. Последовали убийства и расправы; таким образом было убито более тысячи человек. Родственница Химико по имени Иё (壹與), девочка тринадцати лет, была провозглашена царицей, и порядок был восстановлен. Чжэн (張政), посол из Вэй издал документ о том, что Иё является правителем.
Тоё продолжила или восстановила даннические отношения между Ва и Вэй; в число её советников входили чиновники из Вэй, и она отправила посольство из двадцати человек во главе со своим главным управляющим Исако, чтобы сопровождать некоторых из этих чиновников обратно в Китай.